# Arnulfo Fuentebella
Arnulfo Palma Fuentebella (ur. 29 października 1945 w Goa, zm. 9 września 2020 w San Fernando) – filipiński prawnik i polityk, przewodniczący Izby Reprezentantów.

## Działalność polityczna
W okresie od 1992 do 2001, od 2004 do 2011 i od 2016 do 2019 zasiadał w Izbie Reprezentantów. A od 13 listopada 2000 do 24 stycznia 2001 był też przewodniczącym Izby Reprezentantów.